# Exxtra
«Exxtra» — другий студійний альбом румунського гурту Vița de Vie, виданий 1 січня 2001 року. У записі деяких пісень взяли участь хіп-хоп та трип-хоп виконавці: Ganja, K-Gula, Suie Paparude, Parazitii. Авторами більшості пісень стали Едріан Деспот та Сорін Данеску.

## Сингли
Sunetul mai tare (укр. звук гучніше) — перший сингл з альбому «Exxtra», виданий на початку 2001 року. До пісні був представлений відеокліп.
На відео учасники гурту забирають з гаражу автомобіль (зовні схожий на іграшковий), та їздять містом під звучання своєї пісні. Під час приспіву та програшу колектив показаний на виступі у клубі, а наприкінці відео на саморобній сцені в оточенні дорожних знаків, яку потім розбирають асистенти.
Згідно з текстом пісні, гучне звучання улюбленої музики допомагає зібратися та «розкачати» світ. За жанром композиція є відображенням фанк-металу з елементами репкору.
Liber (укр. вільний) — сингл, виданий 2001 року. Того ж року до пісні був представлений відеокліп. На відео учасники гурту відпочивають на пляжі. За жанром трек можна віднести до пост-гранжу.

## Трек-лист
1. Sunetul Mai Tare 3:40
2. Nimeni 3:55
3. O Noapte 3:56
4. Ceata 4:46
5. Zboara 4:05
6. Beat Mort 4:17
7. Muzica E-n Strada 3:52
8. De La Capat 4:00
9. Liber 3:07
10. Outro 4:15

## Учасники запису
- Бас — Mircea Preda (Burete)*
- Ударні — Sorin Tanase (Pupe)*
- Електро-гітара — Cezar Popescu
- Менеджмент — Mihai Dumitrescu
- Клавішні — Sorin Danescu (Nashu)*
- Вокал, електро-гітара, акустика — Adi Despot*